# Armeria filicaulis
Armeria filicaulis är en triftväxtart som först beskrevs av Pierre Edmond Boissier, och fick sitt nu gällande namn av Pierre Edmond Boissier. Armeria filicaulis ingår i släktet triftar, och familjen triftväxter. Inga underarter finns listade i Catalogue of Life.